# Sailorrats
Die Sailorrats sind eine Pop-Rock-Band aus Freiburg im Breisgau, die im Jahr 2015 gegründet wurde. Die deutschsprachigen Songs beschäftigen sich mit gesellschafts- und selbstkritischen Themen und spannen einen Bogen zwischen Pop, Punk und Rock.

## Geschichte
Die Sailorrats kamen im Jahr 2015 ursprünglich als Girl-Band zusammen mit dem Ziel ein Instrument in der Band zu spielen, das sie bis dahin noch nicht konnten. Nach einem Jahr beschlossen die Gründungsmitglieder Melanie Graule, Jessica Sandmeyer und Steffanie Scarano wieder zu den Originalinstrumenten zurück zu wechseln und in diesem Zuge stieß Schlagzeuger Robin Weeber zur Band dazu.
2017 kamen die Sailorrats bei Klabautermann Records unter Vertrag und veröffentlichten dort erst das „Demo-Tape“ (2017) und im April 2020 ihr Album „#2 Die Segel sind gesetzt“. Das erste offizielle Musikvideo zum Song „Blutsauger“ feierte dann im Mai 2020 auf YouTube Premiere.
Im Laufe der Zeit gab es einige Veränderungen in der Besetzung. Im Jahr 2017 verließ Gründungsmitglied Jessi die Band aus persönlichen Gründen, worauf die Sailorrats als Trio weitermachten. Daniel Menn übernahm 2018 nach dem Ausstieg von Rob die Drums in der Band. Ein erneuter Besetzungswechsel an den Drums kam dann im März 2022, bei dem Mario Winterhalter die Sticks von Daniel übernahm.
Ein Höhepunkt in der Geschichte der Sailorrats war das Konzert am 29. Juni 2022, bei dem sie vor einer begeisterten Menge von etwa 20.000 Menschen auf dem CSD (Christopher Street Day) in Freiburg auftraten.

## Diskografie
- 2017: Demo-Tape (Klabautermann Records)
- 2020: Die Segel sind gesetzt (Klabautermann Records)